# 長堀肇
長堀 肇（ながほり はじめ、1962年3月7日 - ）は、埼玉県さいたま市出身の元社会人野球選手（外野手）、野球指導者。

## 経歴
上尾高校時代には1979年夏開催の第61回全国高等学校野球選手権大会に一塁手として出場。1回戦で牛島和彦、香川伸行、山本昭良、山脇光治らを擁する浪商高校と対戦。後1死まで迫るも敗退した。高校時代の監督に野本喜一郎、同級生に仁村徹、福田治男らがいる。
高校卒業後には東都大学野球連盟所属の東洋大学経営学部に進学。大学時代は外野手として活躍し、リーグのベストナインも3度受賞している。1982年には第11回日米大学野球選手権大会に日本代表として出場。
1984年に東洋大学を卒業後は日本電信電話公社に入社し、同社の電電東京野球部に入部。1995年に引退するまでに都市対抗野球大会に11年間出場を果たし、「10年連続都市対抗野球大会出場」の表彰を受けている。2002年にNTT東日本のコーチを経て、2004年に同社の監督に就任。2008年に監督を退任するまでに都市対抗野球大会への出場を5回果たし、2回の黄獅子旗（第3位）獲得している。
2016年からは東洋大野球部OB会の会長を務めている。
2017年にNTT東日本を退職後は、総合エンジニアリングの株式会社ミライトにて勤務。同社退職に伴い、2022年4月1日からは東洋大学附属牛久高校硬式野球部監督に就任。

## 人物
- 理想の指導者として高校時代の恩師の野本を上げている[1]。
- 座右の銘は「不動心」[1]。